# Haematopinus phacochoeri
Haematopinus phacochoeri är en insektsart som beskrevs av Günther Enderlein 1908. Haematopinus phacochoeri ingår i släktet Haematopinus och familjen hovdjurslöss. Inga underarter finns listade i Catalogue of Life.